# Lux (album)
Lux je studiové album britského hudebníka Briana Eno. Album poprvé vyšlo 12. listopadu 2012 u vydavatelství Warp Records. Jde o první studiové album, které vyšlo výhradně pod jeho jménem po sedmi letech; poslední s názvem Another Day on Earth vydal v roce 2005. Mezi tím však vydal řadu alb s jinými interprety. Poslední s názvem Drums Between the Bells vydal v roce 2011 společně s Rickem Hollandem (po albu následovalo ještě EP s názvem Panic of Looking).

## Seznam skladeb
Všechny skladby složil Brian Eno.
| Pořadí         | Název          | Délka |
| -------------- | -------------- | ----- |
| 1.             | LUX 1          | 19:22 |
| 2.             | LUX 2          | 18:14 |
| 3.             | LUX 3          | 19:19 |
| 4.             | LUX 4          | 18:28 |
| Celková délka: | Celková délka: | 76:23 |

## Obsazení
- Brian Eno – syntezátory
- Leo Abrahams – kytarový syntezátor
- Nell Catchpole – viola, housle